# Melanoplus eurycercus
Melanoplus eurycercus är en insektsart som beskrevs av Morgan Hebard 1920. Melanoplus eurycercus ingår i släktet Melanoplus och familjen gräshoppor. Inga underarter finns listade i Catalogue of Life.